# Televisión terrestre

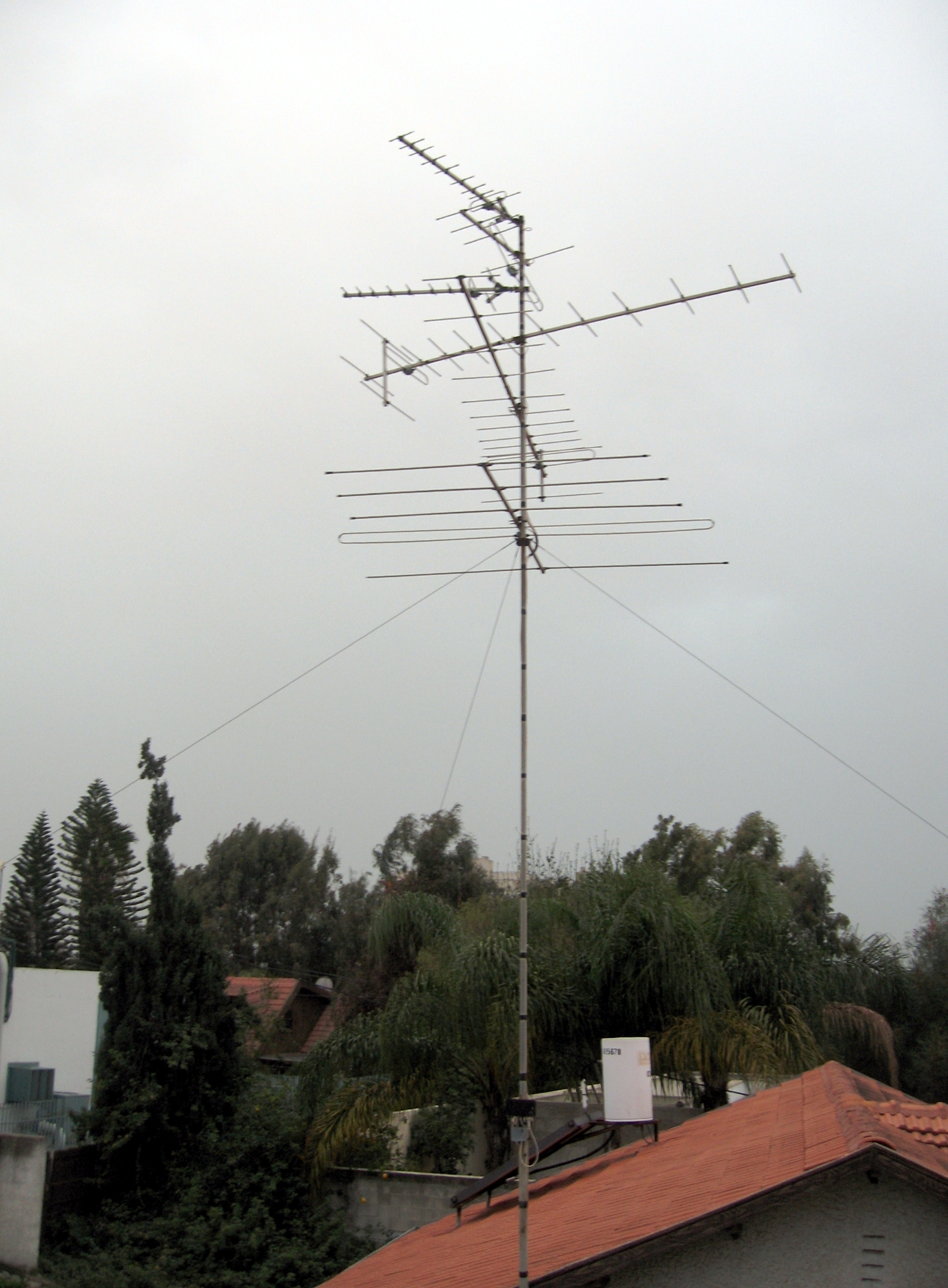
Grupo de antenas de televisión usadas en exteriores

La televisión terrestre es un tipo de difusión televisiva en el que la señal de televisión se transmite por ondas de radio desde un transmisor terrestre de una estación de televisión a un receptor de televisión que tiene una antena. Se distingue este tipo de difusión de otras tecnologías televisivas como la televisión por satélite (transmisión directa por satélite o televisión DBS, donde la señal de televisión se transmite al receptor desde un satélite), televisión por cable (donde la señal se transmite al receptor a través de un cable) e IPTV (donde la señal se recibe a través de un flujo de Internet o en una red que utiliza el Protocolo de Internet) o a veces puede transmitir en antenas para interiores. En términos amplios, la televisión terrestre suele ser referida en Hispanoamérica como televisión abierta.
El contenido de la televisión abierta, como las escenas sexuales o violencia son versiones con censura que en vez de la televisión de paga que se transmite sin censura, solo que en la televisión abierta se transmite con censura.
Las estaciones de televisión terrestre transmiten en canales de televisión con frecuencias entre aproximadamente 52 y 600 MHz en las bandas de VHF y UHF. Dado que las ondas de radio en estas bandas viajan por línea de visión, la recepción está generalmente limitada por el horizonte visual a distancias de 64 a 97 km, aunque en mejores condiciones y con conductos troposféricos, las señales a veces se pueden recibir a cientos de kilómetros de distancia.
La televisión abierta fue la primera tecnología utilizada para la transmisión de televisión. La BBC comenzó a transmitir en 1929 y para 1930 muchas estaciones de radio tenían un horario regular de programas de televisión experimentales. Sin embargo, estos primeros sistemas experimentales tenían una calidad de imagen insuficiente para atraer al público, debido a su tecnología de escaneo mecánico, y la televisión no se generalizó hasta después de la Segunda Guerra Mundial con el advenimiento de la tecnología de televisión de escaneo electrónico. El negocio de la radiodifusión televisiva siguió el modelo de las cadenas de radio, con estaciones de televisión locales en ciudades y pueblos afiliadas a cadenas de televisión, ya sea comercial (en Estados Unidos) o controlada por el gobierno (en gran parte del resto del mundo), que proporcionó contenido. Las transmisiones de televisión fueron en blanco y negro hasta la transición a la televisión en color en los 60, 70 y 80.
No hubo otro método de transmisión de televisión hasta la década de 1950 con los inicios de la televisión por cable (la cual fue, inicialmente, solo una retransmisión de señales por aire). Con la adopción generalizada del cable en los Estados Unidos en las décadas de 1970 y 1980, la visualización de transmisiones de televisión terrestre ha disminuido. En 2018, se estimó que alrededor del 14% de los hogares estadounidenses usaban una antena. Sin embargo, en algunas otras regiones, la televisión abierta sigue siendo el método preferido de recepción de televisión, y Deloitte estima en 2020 que al menos 1.600 millones de personas en el mundo reciben televisión utilizando estos medios. Se cree que el mercado más grande es Indonesia, donde 250 millones de personas ven televisión por vía terrestre.
Para 2019, el servicio de medios over-the-top (OTT) que se transmite a través de Internet se había convertido en una alternativa común.